# Pigmentação reticular da face e pescoço
Pigmentação reticular da face e pescoço é uma condição cutânea caracterizada por um distúrbio da pigmentação humana.